# Varisoft
Varisoft war die Produktbezeichnung für ein spezielles Porträtobjektiv der Firma Minolta.
Das Minolta Varisoft 2,8/85 mm wurde für die Minolta-Spiegelreflexkameras mit manueller Scharfeinstellung für das Minolta SR-Bajonett mit MD-Kupplung hergestellt.
Gegenüber üblichen Objektiven weist es einen zusätzlichen Einstellring auf, mit dessen Hilfe ein veränderlicher Weichzeichnereffekt erzielt wird. Im Gegensatz zu älteren Weichzeichner-Objektiven ist dieser Objektivtyp in „Nullstellung“ vollständig auskorrigiert und damit auch für alle anderen Gebiete der Fotografie einsetzbar.
Bei der Varisoft-Konstruktion handelt es sich um ein Objektiv mit sechs Linsen in fünf Gruppen. Das Gewicht des metallgefassten Objektivs beträgt 430 g, der Durchmesser ca. 70 mm, das Filtergewinde 55 mm. Von dem Objektiv gab es drei Varianten, die sich allerdings lediglich in der Beschriftung unterschieden. Die ersten beiden Varianten, die von 1977 bis 1981 produziert wurden, hießen Minolta Varisoft Rokkor für den außer-amerikanischen Markt bzw. Minolta Varisoft Rokkor-X für den amerikanischen Markt. Nachdem Minolta die allgemeine Objektivbezeichnung Rokkor aufgegeben hatte, wurde die Beschriftung ab ca. 1981 auf Minolta Varisoft gekürzt.
Andere Kamerahersteller griffen das Konzept der variablen Weichzeichnung später auf, und auch für Minolta-Autofokuskameras mit A-Bajonett gab es eine vergleichbare Objektivkonstruktion, das Minolta AF 2,8/100 mm Soft Focus, ebenfalls mit kontinuierlich verstellbarer Weichzeichnung. Auch dieses Objektiv ist in Stellung „0“ normal scharf zeichnend. Das Soft-Focus-Objektiv lässt sich auch noch an DSLR-Gehäusen von Konica Minolta (Dynax, Maxxum, Alpha) und Sony (Alpha)  mit A-Bajonett verwenden.